# Urs Bihler
Urs Bihler (* 19. Oktober 1944 in Basel) ist ein Schweizer Schauspieler.
Bihler absolvierte eine Schauspielausbildung am damaligen Bühnenstudio Zürich und ist seit 1967 als Schauspieler tätig. Unter anderem arbeitete er unter Werner Düggelin und in Paris bei Peter Brook. In den Achtzigern war er an der Schaubühne am Lehniner Platz tätig, später spielte er auch für Christoph Marthaler. Mitte der 1990er Jahre war er vor allem in Zürich engagiert und trat auch am Zürcher Opernhaus und dem Schauspielhaus Zürich auf. Seit 2002 gehört er zum Ensemble des Theaters Basel. Neben seiner Tätigkeit für Regisseure war er auch mit einer Monologreihe in Kleintheatern unterwegs und war ab 2000 Dozent für Szenisches Spiel an der Theaterhochschule Zürich.
Am Fernsehen und im Kino hatte er seit 1968 grössere und kleinere Rollen inne. In einer Verfilmung der Mahabharata von Peter Brook spielte er die Rolle des Dushassana und in der Verfilmung von Das Fähnlein der sieben Aufrechten den Kaspar Hediger.
Für sein Gesamtwerk wurde Urs Bihler 2006 mit dem Preis für Schauspiel des Kantons Solothurn ausgezeichnet.
Urs Bihler war mit der Schauspielerin Miriam Goldschmidt verheiratet, mit der er oft den Dibbuk nach Salomon An-ski spielte. Er lebt in Dornach.